# Gerhard Brandstätter
Gerhard Brandstätter (Sarentino, 22 gennaio 1953) è un banchiere italiano.

## Biografia
È figlio di Josef Brandstätter, un colonnello dei Carabinieri che dal 1963 al 1989 ricoprì la carica di presidente dell'Ente creditizio pubblico regionale Cassa di Risparmio della provincia di Bolzano, giá Cassa di Risparmio di Bolzano, già Sparkasse der Stadt Bozen.
Gerhard Brandstätter, dopo la maturità al Liceo dei Francescani di Bolzano, si è laureato in giurisprudenza nel 1977 presso l'Università di Firenze con il massimo dei voti e lode e nel 1979 superò a Trento l'esame di abilitazione alla professione forense. Dal 1982 ha lavorato presso lo studio legale di suo padre Josef Brandstätter, a Bolzano, ampliandone l'attività anche a Milano e a Monaco di Baviera, specializzandosi in questioni giuridiche riguardanti il diritto italiano. Dal 1999 Brandstätter è console onorario della Repubblica Federale di Germania per la Regione Autonoma Trentino-Alto Adige.
Dal 1991 al 2003 Brandstätter è stato Presidente del Mediocredito Trentino-Alto Adige, dal 2003 al 2014 presidente della Fondazione Cassa di Risparmio di Bolzano - Stiftung Südtiroler Sparkasse, e dal 2014 presidente della Cassa di Risparmio di Bolzano S.p.A - Suedtiroler Sparkasse A.G. Inoltre è stato membro del consiglio di amministrazione dell’Associazione Bancaria Italiana, del Fondo interbancario di tutela dei depositi e vicepresidente dell’Associazione di fondazioni e di Casse di risparmio ACRI.

## Riconoscimenti
- 1999: Console d'Onore della Germania
- 2004: Manager dell’anno dell'Alto Adige, titolo assegnato dalla casa editrice Athesia
- 2010: Senatore honoris causa dell'Università di Innsbruck
- 2018: Premio alla carriera nell'ambito del Bancassurance Awards a Milano[8]